# Panjewagen

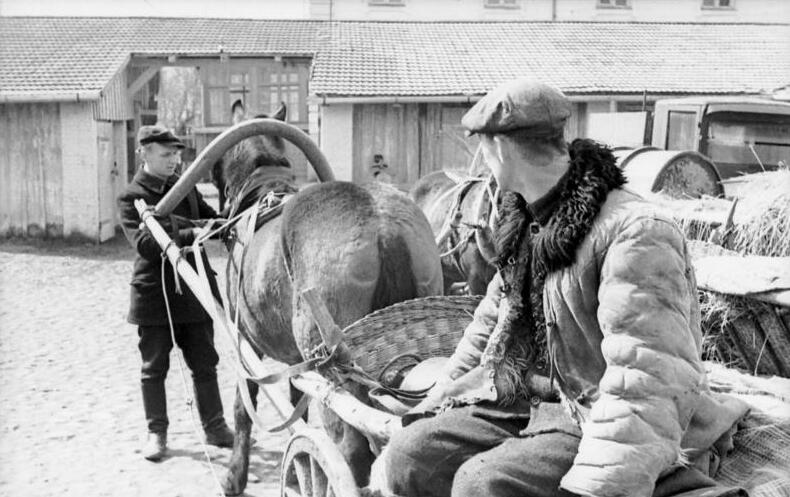

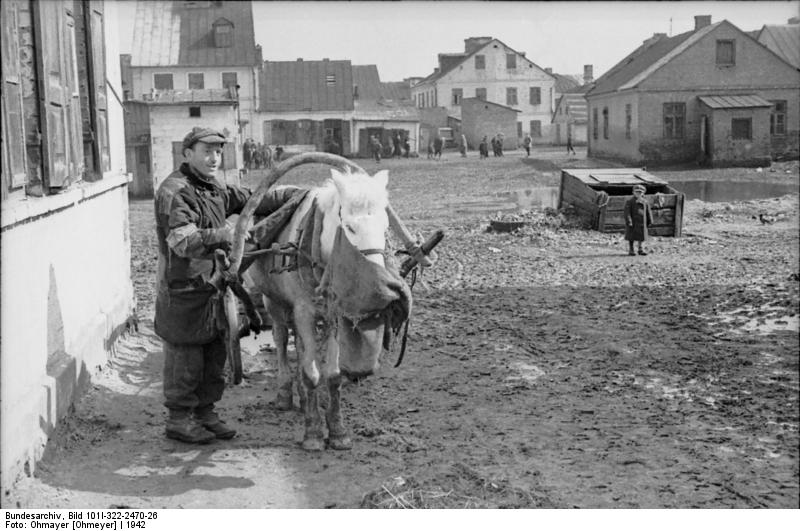

Panjewagen – niemieckie wyrażenie opisujące wóz drabiniasty używany w Europie Wschodniej. 

## Opis
Zwykle był to pojazd dwuosiowy o małej ramie, ciągnięty przez jednego konia, zwanego analogicznie Panjepferd. Termin jest używany zarówno w historiografii niemiecko-, jak i anglojęzycznej jako określenie zaprzęgów obsługiwanych przez służących na ogół pod przymusem polskich, ukraińskich, białoruskich i rosyjskich chłopów, wykorzystywanych do transportu zaopatrzenia na froncie wschodnim II wojny światowej w latach 1941–1944.
Historia słowa sięga prawdopodobnie czasów I wojny światowej:

Słowo to w rzeczywistości pochodzi od „Pan” i zostało przejęte przez naszych żołnierzy od chłopów [służących w rosyjskiej armii]. Ilekroć byli ranni lub chcieli się poddać, krzyczeli i lamentowali: „Panje, Panje!”. I wtedy słowo rozeszło się po całej armii. Nie tylko żołnierza rosyjskiego nazywano „Russkim” lub „Panje” – (na przykład „wczoraj Panje chciał zaatakować”), ale także wszystko, co było z nim związane. [...] A więc Panjehäuser, Panjepferde, Panjewagen, Panjekinder, Panjemädchen i tak dalej

Obok Panjewagen występowały także Panjeschlitten.